# Manuel Mendoza (cantante)
Manuel Mendoza Ávalos (Ciudad de México; 13 de octubre de 1982) más conocido como Manuel Mendoza y también bajo el seudónimo Coe, es un cantante, compositor y bajista mexicano. Es miembro y fundador del grupo de synthpop, Camilo Séptimo.   
Su carrera musical inició con su primera banda Lady Lane, donde fungía también como voz principal, además de tocar la guitarra y el piano, con este grupo llegó a grabar dos álbumes de estudio; Singula de 2009 y Ciudad Diamante de 2012 y dos extended play; Gaia y Fotrunoh ambos de 2010. La banda se separó en 2013.
Con Camilo Séptimo ha grabado cuatro álbumes de estudio: Óleos (2017), Navegantes (2019), Ecos (2022) y Jardín de las almas (2023). Además de un EP: Maya (2014). Entre sus canciones más populares se encuentran: «Miénteme», «No te puedo olvidar», «Vicio», «Inevitable», «Contacto», «No confíes en mi», «Eres», «Galáctica», «Me dejas caer» y «Como tú».

## Biografía
Nació el 13 de octubre de 1982 en la Ciudad de México. Desde joven, mostró interés por la música, influenciado por diversos géneros que se escuchaban en su hogar. Creció en un entorno donde la música era parte de la vida cotidiana, lo que lo llevó a aprender a tocar instrumentos musicales y componer.
Durante su adolescencia, Manuel participó en varias bandas locales, donde desarrolló sus habilidades como cantante y compositor. Estas experiencias contribuyeron a la formación de su estilo musical. Estudió en la universidad, donde se relacionó con otros músicos, lo que llevó a la creación de Lady Lane.
En 2013, Manuel y un grupo de amigos fundaron un nuevo proyecto, su banda Camilo Séptimo. La agrupación se destacó por su sonido y letras, y con el lanzamiento de su primer EP, Maya, lograron captar la atención del público y la crítica. A lo largo de los años, Manuel continuó su carrera artística, trabajando tanto con Camilo Séptimo como en proyectos personales, explorando diferentes estilos y colaboraciones en la música. 

## Carrera artística

### 2008-2013: Con Lady Lane
Lady Lane se formó en 2008 en el Estado de México, integrada por Alfredo Noria, Manuel Acosta, Manuel Mendoza y Erick Vázquez. Los integrantes contaban con experiencia previa en otras bandas y se reunieron para discutir un nuevo proyecto. Posteriormente, Coe invitó a Erick, con quien había colaborado anteriormente, y Acosta propuso a Alfredo, a quien había observado en una presentación. La banda comenzó a componer canciones basadas en la historia de Lady Lane, un ser que provenía del espacio con el propósito de experimentar emociones humanas. A través de sus composiciones, Lady Lane buscó que los oyentes se identificaran con las diferentes fases de esta narrativa, invitando a la reflexión sobre la experiencia de vivir en la Tierra.

### 2013-presente: Con Camilo Séptimo
Jonathan Meléndez, Manuel Mendoza, Erik Vázquez fueron músicos que, tras participar en varios proyectos individuales, se unieron en 2013 para formar Camilo Séptimo. La banda desarrolló un sonido cohesivo, resultado de la experiencia de sus integrantes. Su primer sencillo se tituló «Portales», una canción que combinó rock y pop nostálgico. La pieza incluyó guitarras reverberadas y sintetizadores que crearon atmósferas, junto con una batería de ritmo dinámico y líneas de bajo. «No confíes en mí» fue el sencillo que los lanzó a la fama.

## Vida privada
Manuel esta casado con Daniela Blanco, el 22 de septiembre de 2021, anunciaron mediante sus redes sociales que serían papás de su primer hijo. El 27 de enero de 2022, Daniela publicó en su cuenta de Instagram, que su hijo había nacido y que llevaría por nombre, Matías.

## Discografía

### Con Lady Lane
| Álbumes de estudio - 2009: Singula - 2012: Ciudad diamante | ;EP's - 2010: Gaia - 2010: Fotrunoh |

### Con Camilo Séptimo
| Álbumes de estudio - 2017: Óleos - 2019: Navegantes - 2022: Ecos - 2023: Jardín de las almas | EPs - 2014: Maya |

## Premios y nominaciones
Con Camilo Séptimo
| Año  | Entrega          | Entrega         | Nominación         | Resultado | Ref.   |
| ---- | ---------------- | --------------- | ------------------ | --------- | ------ |
| 2015 | Premios IMAs     | Artista nuevo   | Camilo Séptimo     | Nominado  | [ 18 ] |
| 2015 | Premios IMAs     | Canción del año | «No confíes en mí» | Nominado  | [ 18 ] |
| 2022 | Premios MTV Miaw | Video del año   | «Inevitable»       | Nominado  | [ 19 ] |